# Messengers 2 - L'inizio della fine
Messengers 2 - L'inizio della fine (Messengers 2: The Scarecrow) è un film del 2009 diretto da Martin Barnewitz e destinato al mercato home video. Il film è il prequel di The Messengers del 2007.

## Trama
Il film si apre con una donna che corre attraverso i campi di granturco sfuggendo a una misteriosa figura, che la uccide con una falce.
Nel Nord Dakota, John Rollins, il capo della famiglia Rollins, lotta per salvare la sua fattoria e tenere unita la sua famiglia. È pieno di debiti, i campi di mais stanno morendo perché il sistema di irrigazione non funziona e i corvi mangiano le pannocchie. Il suo amico, un consulente finanziario, sta cercando di convincerlo a vendere il terreno anche se per sua convenienza. Un giorno, John scopre una porta segreta nella sua stalla, dove trova uno strano spaventapasseri. Dopo averlo messo in campo, la sua fortuna cambia, ma questo attiva anche una terribile maledizione. Mentre i raccolti iniziano a crescere, inizia a trovare uccelli morti nel campo e una bambina che appare dal nulla.
Diverse persone iniziano a morire, compreso il consulente finanziario. John incontra un nuovo vicino, Jude Weatherby, che sembra sapere più di quanto sembra sullo spaventapasseri. John brucia lo spaventapasseri a costo di perdere la sessione di terapia con sua moglie, danneggiando ulteriormente la loro relazione. Va da Jude per un consiglio e incontra invece la moglie di Jude, Miranda, una donna bellissima quanto fatale e pericolosa. Miranda droga John e lo violenta sessualmente. John si sente in colpa, non migliorato dal fatto che sua moglie crede che lui la tradisca.
John si rende conto che la sua famiglia lo ha abbandonato per non aver mantenuto le sue promesse, poi scopre che Jude e Miranda sono i fantasmi degli ex proprietari della fattoria. I due vicini, di origini irlandesi, avevano evocato una maledizione con un rituale di magia nera per aiutarli e avevano detto a John che doveva lasciare che lo spaventapasseri uccidesse la sua famiglia. Lo spaventapasseri fa tutto il necessario per salvaguardare la terra e garantire che i raccolti del suo padrone raggiungano il loro potenziale. Distruggerà chiunque si metta in mezzo a questo, e vedendo che la famiglia di John è una distrazione per la sua agricoltura, lo spaventapasseri li prende di mira.
La moglie di John sospetta che John abbia aggredito lo sceriffo e ucciso gli altri uomini che sono morti. Credendo che sia impazzito, tenta di far uscire i suoi figli. Il suo giovane figlio, Michael, che è sempre stato a conoscenza dello spaventapasseri, va ad aiutare suo padre, e gli altri vedono il terribile spaventapasseri prendere vita. Lo spaventapasseri uccide lo sceriffo e attacca la figlia dei Rollins. John riesce a sottomettere lo spaventapasseri e Michael lo investe con il trattore. La famiglia poi distrugge lo spaventapasseri.
Tutto sembra essersi risolto per il meglio, ma all'insaputa dalla famiglia. il fantasma della bambina dei Weatherby raccoglie i resti dello spaventapasseri e si nasconde con essi nella porta segreta del granaio in cui si sentono solo le urla di terrore.

## Produzione
La produzione della pellicola è cominciata nell'aprile del 2008 a Sofia, Bulgaria.

## Accoglienza
Il film nel suo complesso ha ricevuto poche valutazioni positive rispetto al suo predecessore.